# جبريل راميريز
جبريل راميريز (بالإسبانية: Gabriel Ramírez)‏ (21 ديسمبر 1982 في الأوروغواي - ) هو لاعب كرة قدم أوروغواني في مركز الهجوم.

## وصلات خارجية
- جبريل راميريز على موقع قاعدة بيانات كرة القدم.إي يو (الإنجليزية)
- جبريل راميريز على موقع Soccerway.com (الإنجليزية)